# Vương quốc Hanthawaddy phục hồi
Hanthawaddy phục hồi (tiếng Miến Điện: ဟံသာဝတီ ပဲခူး တိုင်းပြည်) hay Hậu Bột Cố (後勃固) là một quốc gia cổ của người Môn, thống trị miền Hạ Miến và một số nơi ở Thượng Miến trong một thời kỳ ngắn ngủi 15 năm (từ năm 1740 đến 1757). Quốc gia này trải qua hai đời vua, đóng đô ở Pegu (thành phố Bago hiện nay). Được ủng hộ bởi triều đình Pháp, vương quốc ở phía Thượng Miến nhanh chóng cắt ra một khu vực cho chính họ ở Hạ Miến, và tiếp tục tiến về phía bắc. Tháng 4 năm 1752, các lực lượng của họ đã chiếm Ava và kết thúc triều đại Toungoo kéo dài 266 năm.
Vương quốc Hanthawaddy (1287–1539) và những thành tựu của nó được người Môn nhớ mãi. Khi triều Taungoo suy yếu, người Môn lại nổi dậy khôi phục quốc gia của mình, lập nên Hanthawaddy Phục hưng. Người Môn đã chọn một người Miến dòng dõi hoàng gia vì tranh chấp ngôi báu mà phải trốn chạy và giả làm một nhà sư người Môn làm vua danh nghĩa của mình.
Từ năm 1742, hàng năm, Hanthawaddy Phục hồi đều bắc tiến dọc theo sông Ayeyarwady, chiếm đồng bằng Ayeyarwady, và có lúc đánh tới Ava (Innwa hiện nay). Tuy nhiên, các cuộc chiến tranh mà Hanthawaddy Phục hưng thực hiện trong thời vua Smim Htaw Buddhaketi chỉ có quy mô nhỏ. Khi Binnya Dala lên ngôi, được sự trợ giúp của người Pháp - những người đang muốn mở rộng ảnh hưởng của mình ở Myanmar lúc đó - Hanthawaddy Phục hưng đã mở rộng quy mô chiến tranh, tấn công kinh đô Ava năm 1752, kết liễu triều Taungoo. Tuy nhiên, sau đó người Môn đã rút về củng cố Pegu, chỉ để lại một phần ba lực lượng quân đội ở Thượng Miến. Người Miến đã nhanh chóng tập hợp lực lượng xung quanh Alaungpaya và bắt đầu phản công. Alaungpaya đã đánh bại lực lượng của Hanthawaddy đến đàn áp mặc dù quân số ít hơn.
Năm 1755, Alaungpaya tiến quân về phía nam, chiếm được đồng bằng Ayeyarwady và Dagon (Yangon ngày nay). Người Pháp đã chậm trễ trong hỗ trợ Hanthawaddy, và Pegu đã rơi vào tay người Miến vào tháng 5 năm 1757. Hanthawaddy Phục hồi diệt vong.
Sau khi Hanthawaddy diệt vong. Hàng ngàn người Môn đã phải bỏ tổ quốc sang tỵ nạn ở Xiêm. Cùng với đó là sự đồng hóa của người Miến. Kết cục, người Môn chỉ còn là một sắc tộc nhỏ ở Myanmar ngày nay.